# Triphylite
La triphylite est une espèce minérale, phosphate de lithium et de fer(II), de formule LiFePO4. Elle est membre du groupe de la triphylite et forme une série solution solide complète avec le phosphate de lithium et de manganèse(II), la lithiophilite. La triphylite cristallise dans le système orthorhombique. Elle forme rarement des cristaux prismatiques et on la trouve plus fréquemment dans des roches hypidiomorphes. Sa couleur est gris bleuâtre à verdâtre, mais en cas d'altération, elle devient brune à noire.

## Étymologie et histoire
Le minéral fut découvert et étudié en 1834 par le minéralogiste allemand Johann Nepomuk von Fuchs (en) dans la mine d'Hennenkobel dans la forêt de Bavière,. Le nom provient des mots grecs tri ("trois") et phulon ("famille"), en référence aux trois cations présents dans les échantillons naturels de triphylite (Li+, Fe2+, Mn2+).

## Structure cristalline

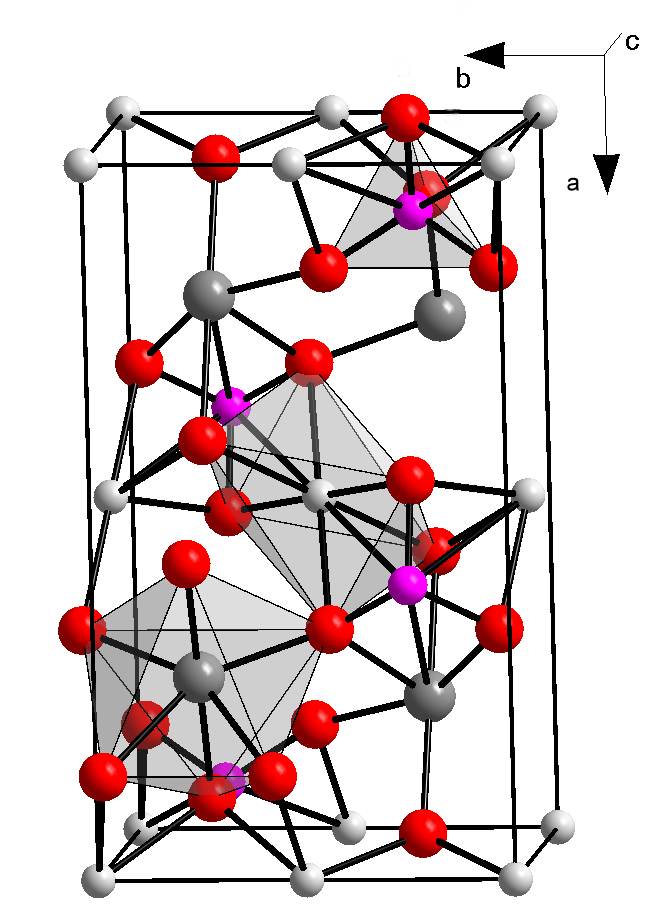
Structure cristalline de la triphylite.

La triphylite cristallise dans le système orthorhombique. Le lithium est coordonné à six atomes d'oxygène dans un octaèdre distordu. De même, les centres fer sont en coordination octaédrique. La structure contient des tétraèdres de phosphate isolés.

## Propriétés
La triphylite est soluble dans l'acide chlorhydrique et dans l'acide sulfurique. Sous l'action d'un soufflet à bouche, elle fond pour former une bille magnétique gris foncé. Au cours du temps, le minéral subit une altération par oxydation, accroissant l'état d'oxydation du fer de +2 à +3 et permettant au lithium de s'échapper, formant de l'hétérosite, FePO4.
La triphylite forme une série complexe avec la lithiophilite, LiMnPO4, et donc les sources naturelles de triphylite contiennent habituellement du manganèse. Les structures des membres de cette série sont similaires à celles des silicates de type olivine.
La forme synthétique de la triphylite, le phosphate de fer et de lithium, est un matériau prometteur pour la production de batteries lithium-ion.